# Dipturus leptocauda
Dipturus leptocauda är en rockeart som först beskrevs av Johann Ludwig Gerard Krefft och Stehmann 1975.  Dipturus leptocauda ingår i släktet Dipturus och familjen egentliga rockor. IUCN kategoriserar arten globalt som otillräckligt studerad. Inga underarter finns listade i Catalogue of Life.